# الرفاق (مسلسل)
الرفاق (بالإنجليزية: The Boys)‏ هو مسلسل ويب أمريكي من نوع أبطال خارقين وكوميديا سوداء، مقتبس من قصص مصورة بنفس الاسم لغاريث اينيس وداريك روبرتسون. المسلسل من تطوير إيريك كريبك وعرض بتاريخ 26 يوليو 2019 على أمازون فيديو. وقد تم تجديده إلى موسم ثاني قبل عرض الأول، وتم عرض الموسم الثالث بتاريخ 2 يونيو 2022.
.

## ممهدة
في عالم تصبح فيه القدرات الخارقة أمر مألوف. يعمل مجموعة أبطال خارقين لدى شركة تجارية تسوقهم في مجالات عدة كالأنقاذ وصناعة الأفلام والألعاب... ألخ وتربح المليارات من الدولارات. لكن المال والامتيازات تفسد الابطال الخارقين ويستسلم أغلبهم لدوافعهم المظلمة. فيقرر مجموعة أناس عاديين التصدي لهؤلاء الأبطال الفاسدين.

## طاقم التمثيل والشخصيات
- كارل أوربان بدور بلي بوتشر، قائد «الرفاق». هو يكره الأبطال الخارقين الذين يستخدمون نفوذهم لتجنب العواقب.
- جاك كوايد بدور هيو «هيوي» كامبل، رجل ينضم إلى الرفاق بعد مقتل حبيبته أمام عينيه على يد بطل خارق يدعى «أي ترين».
- أنتوني ستار بدور جون/هوملاندر، قائد السبعة ذو الروح الوطنية الأمريكية وأهم أبطال شركة فوت. لكنه عقلية أستعلائية في نظرته للعالم.
- إيرين موريارتي بدور آني جانيوري/ستارلايت، بطلة خارقة باعثة للضوء وأحدث عضو في «السبعة». آني تريد حقاً مساعدة الناس وتحاول الحفاظ على نفسها وسط زملائها في العمل. تدخل آني في علاقة رومانسية مع هيوي كامبل دون أن تعرف أنه عضو في الرفاق.
- دومينيك مكلجت بدور كوين مايف، عضو قديم في السبعة تعاني الآن من احتراق نفسي مهني. هي أيضاً حبيبة هوملاندر السابقة وتعرف طبيعته الحقيقية.
- جيسي أشر بدور أي-ترين، بطل ذو سرعة خارقة وأحد أعضاء السبعة. يقتل صديقة هيوي تحت تأثير عقار V ولا يتذكر الحادثة بعد ذلك. هو مستعد لفعل أي شيء ليحافظ على لقب أسرع رجل في العالم.
- لاز ألونسو بدور مارفن «حليب الأم»، أحد أعضاء الرفاق، رجل متعلم نزيه فصيح. هو يعمل على تحقيق الانضباط للشباب في دار أحداث.
- تشيس كراوفورد بدور كيفن/ العميق، أحد أعضاء السبعة ويلقب نفسه ملك البحار. يعتدي جنسياً على ستارلايت في أول يوم لها مع السبعة ويكن لها ضغينة بعد ذلك.
- تومر كابون بدور فرينشي، رجل فرنسي وأحد أعضاء الرفاق. هو مرتزق ماهر في الذخائر والتسلل والاتصالات.
- كارين فوكوهارا بدور كيميكو/الأنثى، أحد أعضاء الرفاق، عنيفة جدا وعضو سابق في منظمة إرهابية تم تهريبها إلى داخل أمريكا من قبل فوت لصناعة إرهابيين خارقين في مؤامرة لكسب الدعم العسكري للسبعة والأبطال الخارقين الآخرين.
- ناثان ميتشل بدور بلاك نوير، بطل خارق ببذلة سوداء وأحد أعضاء السبعة.
- إليزابيث شو بدور مادلين ستيلويل، نائبة رئيس شركة فوت إنترناشنل.

## حلقات
الموسم الاول 8 حلقات
الموسم التاني 8 حلقات
الموسم الثالث 8 حلقات الموسم الرابع 8 حلقات

## الإنتاج

### التصوير
بدأ التصوير الفوتوغرافي الرئيسي للموسم الأول في 22 مايو 2018 في تورنتو ، وكان من المقرر أن يستمر حتى 25 سبتمبر 2018. تم التصوير الرئيسي للموسم الثاني في الفترة من 17 يونيو إلى 13 نوفمبر 2019 في تورنتو. من المقرر أن يبدأ تصوير الموسم الثالث في 1 فبراير 2021 وينتهي في 12 أغسطس 2021.

### موسيقى
| #   | عنوان                       | المدة |
| --- | --------------------------- | ----- |
| 1.  | "Translucent Alive"         | 1:15  |
| 2.  | "Truck Robbery"             | 1:34  |
| 3.  | "Butcher"                   | 2:39  |
| 4.  | "Starlight"                 | 1:17  |
| 5.  | "On the Trail"              | 0:55  |
| 6.  | "Homelander and Stillwell"  | 2:16  |
| 7.  | "Race of the Century"       | 1:04  |
| 8.  | "Boys Arrive"               | 1:19  |
| 9.  | "Hughie Stalls Starlight"   | 1:23  |
| 10. | "Maeve Spars"               | 0:37  |
| 11. | "Start the Race"            | 2:00  |
| 12. | "Popclaw Climaxes"          | 0:56  |
| 13. | "Hijacking"                 | 2:45  |
| 14. | "Kidnapping Translucent"    | 1:10  |
| 15. | "Ass Bomb"                  | 2:42  |
| 16. | "Translucent Explodes"      | 4:06  |
| 17. | "Hughie Trashes Room"       | 1:29  |
| 18. | "Translucent Visits Hughie" | 1:13  |
| 19. | "Planting Bug Plan"         | 0:51  |
| 20. | "Dock Patrol"               | 1:50  |
| 21. | "I'm the Hero"              | 3:15  |
| 22. | "Vought"                    | 1:14  |
| 23. | "Starlight Teams Up"        | 0:43  |
| 24. | "Frenchie's First Kill"     | 1:35  |
| 25. | "Homelander's Speech"       | 1:42  |
| 26. | "Butcher's Pep Talk"        | 2:28  |
| 27. | "Rescue the Female"         | 1:35  |
| 28. | "Frenchie Lost Female"      | 1:46  |
| 29. | "Dead Shooter"              | 0:57  |
| 30. | "Hospital Shootout"         | 1:12  |
| 31. | "Graveside Sledgehammer"    | 2:24  |
| 32. | "Maeve's Girlfriend"        | 1:57  |
| 33. | "NICU"                      | 0:51  |
| 34. | "Tent Confrontation"        | 1:22  |
| 35. | "Starlight's Speech"        | 2:13  |
| 36. | "Come In"                   | 1:50  |
| 37. | "Black Knight Not"          | 1:07  |
| 38. | "Kimiko's Backstory"        | 1:20  |
| 39. | "Subway Chase"              | 1:01  |
| 40. | "Mesmer and Homelander"     | 1:36  |
| 41. | "The Mesmerizer"            | 0:30  |
| 42. | "Butcher Tells Hughie"      | 1:53  |
| 43. | "Hughie Kisses Starlight"   | 1:03  |
| 44. | "Robin's Memory"            | 2:02  |
| 45. | "SBS"                       | 2:09  |
| 46. | "Always a Choice"           | 2:39  |
| 47. | "Supe Terrorist"            | 1:36  |
| 48. | "A-Train Shows Up"          | 1:34  |
| 49. | "Shoot Out"                 | 2:49  |
| 50. | "I Got Teddy"               | 2:40  |

## الإطلاق

ملصق ترويجي يصور أعضاء الأولاد ، بناءً على غلاف The Boys Volume 1

في 26 سبتمبر 2018 ، صدر الملصق الرسمي للمسلسل. في 5 أكتوبر 2018، جنبًا إلى جنب مع لوحة المسلسل في New York Comic Con السنوي ، تم إصدار مقطع دعائي للمسلسل. في 24 يناير 2019 ، تم إصدار مقطع دعائي آخر عبر حساب Seth Rogen الرسمي على Twitter. تم عرض المسلسل لأول مرة في 26 يوليو 2019 ، بعد عرض دعابة أخرى. في 22 يوليو ، أصدرت Slipknot أغنية جديدة بعنوان " Solway Firth " مصحوبة بمقطع فيديو موسيقي يضم مقاطع صوتية من العرض. في 26 يونيو 2020 ، أُعلن أن الموسم الثاني سيبدأ في 4 سبتمبر 2020 ، مع إتاحة الحلقات الثلاث الأولى على الفور والباقي لأول مرة على أساس أسبوعي. تم إصدار المقطع الدعائي الرسمي للموسم الثاني في 4 أغسطس 2020.
تم إصدار فيلم قصير مصاحب بعنوان الجزار بين الموسم الأول والثاني في 10 سبتمبر 2020 ، مع قيام كارل أوربان بإعادة تأدية دور بيلي بوتشر.   ظهرت شخصيات من The Boys أيضًا في حلقة Death Battle برعاية Prime Video ، والتي تم إصدارها في 17 سبتمبر 2020.

## الاستقبال

### نسبة المشاهدة للجمهور
في أكتوبر 2019 ، أعلنت نيلسن (Nielsen Media Research) أنها بدأت تتبع نسبة المشاهدين لبرامج أمازون برايم. وقالت إن 'الرفاق' جذب 8 ملايين مشاهد في أول 10 أيام من إصداره، مما يجعلها واحدة من أنجح البرامج الأصلية على أمازون برايم.

## روابط خارجية
- الرفاق على موقع IMDb (الإنجليزية)
- الرفاق على موقع ميتاكريتيك (الإنجليزية)
- الرفاق على موقع روتن توميتوز (الإنجليزية)
- الرفاق على موقع فيلمافينيتي (الإسبانية)
- الرفاق على موقع كينوبويسك (الروسية)
- الرفاق على موقع ألو سيني (الفرنسية)
- الرفاق على موقع قاعدة بيانات الفيلم (الإنجليزية)
- الرفاق  على قاعدة بيانات الأفلام على الإنترنت (بالإنجليزية).